# توماس جيبسون (مجدف)
توماس جيبسون (بالإنجليزية: Thomas Gibson)‏ هو مجدف أسترالي، ولد في 6 مايو 1982 في هوبارت في أستراليا.

## وصلات خارجية
- توماس جيبسون على موقع الاتحاد الدولي للتجديف (الإنجليزية)
- توماس جيبسون على موقع اللجنة الأولمبية الدولية (الإنجليزية)
- توماس جيبسون على موقع أوليمبيديا (الإنجليزية)